# Doktor Martin (český seriál)
Doktor Martin je komediální seriál České televize ve spolupráci s RTVS, který se začal vysílat 4. září 2015 na ČT1 a 30. srpna 2015 na Jednotce. Pojednává o svérázném lékaři na valašském venkově. Vznikl podle původní anglické předlohy, kterou pod názvem Doc Martin vysílá od roku 2004 britská televize ITV. V české verzi hraje Miroslav Donutil doktora Martina Elingera, který dříve pracoval jako špičkový specializovaný chirurg v Praze, ale nově přijíždí do malé obce v Beskydech jménem Protějov na místo obvodního lékaře; jeho mladou sestřičku ztvárňuje slovenská herečka Gabriela Marcinková.
Dne 24. září 2015 oznámila RTVS, že se připravuje druhá šestnáctidílná řada, před jejím uvedením Donutil oznámil, že to bude také poslední řada.
V roce 2018 byl však v kinech uveden ještě závěrečný film Záhada v Beskydech a o rok později volné třináctidílné pokračování Strážmistr Topinka. Trojici pořadů propojují nejen stejné hlavní postavy, ale také umístění do fiktivní obce Protějov.
Seriál byl nominován na Českého lva v kategorii Nejlepší dramatický televizní seriál, ale cenu nezískal.

## Stručný děj
Děj je umístěn do fiktivního městečka v Beskydech s názvem Protějov, které se má nacházet na železniční trati ze Vsetína do Velkých Karlovic – nabízí se dodat, že ve Velkých Karlovicích se Protějov natáčel. Seriál začíná příjezdem nového obvodního lékaře Martina Elingera (Miroslav Donutil), který má nahradit náhle zesnulého lékaře Šimka (Jan Hraběta, objeví se pouze krátce na začátku prvního dílu). Po Šimkovi Elinger dědí kromě nefunkčního vybavení také zprvu neschopnou sestřičku Irenu Bezákovou (Gabriela Marcinková). Do Protějova se vydává také kvůli své tetě Marii Loukotové (Jana Štěpánková), ke které jezdil v dětství na prázdniny. Elinger je povahou arogantní a ironický, jinak jde ale o špičkového chirurga z Prahy. Místní obyvatelé přesto jen těžko přijímají jeho chování a přístup k nim.
Doktor v každém díle řeší nejrůznější zdravotní komplikace svých pacientů (obvykle epizodní postavy ztvárněné známými herci) a zároveň se snaží zapadnout mezi místní svérázné obyvatelstvo zastoupené od počátku především pohodářským instalatérem Antonínem Brázdou (Norbert Lichý), jeho poplašeným synem Milošem (Tomáš Měcháček), zapáleným policistou Tomášem Topinkou (Robert Mikluš), šíleným správcem CHKO Beskydy Radkem Horákem (Tomáš Jeřábek), lékárnicí Sandrou Kunešovou (Milena Steinmasslová) a ráznou hlasatelkou rozhlasu Karolínou Sovovou (Eva Leinweberová). Za zmínku stojí také místní reptavá důchodkyně Malá (Viera Pavlíková), která se objevuje v průběhu celého seriálu, avšak nemá sebemenší vliv na jeho děj.
Jediným skutečným přítelem doktora Martina je toulavý pes Píďa. Martin Elinger se jej však snaží neustále zbavit. Nakonec v Protějově lékař naváže vztah s učitelkou Lídou Klasnovou (Jitka Čvančarová).

## Obsazení
| Miroslav Donutil     | doc. MUDr. Martin Elinger, DrSc. – praktický lékař, bývalý chrirug z Prahy |
| Gabriela Marcinková  | Irena Bezáková, DiS. – zdravotní sestra                                    |
| Robert Mikluš        | strážmistr Tomáš Topinka - policista                                       |
| Norbert Lichý        | Antonín Brázda – instalatér, později majitel restaurace U Brázdů           |
| Jitka Čvančarová     | Lída Klasnová – učitelka, později ředitelka ZŠ                             |
| Jana Štěpánková      | Marie Loukotová – teta Martina Elingera                                    |
| Jan Kačer            | MUDr. Karel Elinger – otec Martina Elingera                                |
| Věra Křesadlová      | Miroslava Elingerová – matka Martina Elingera                              |
| Rudolf Válek         | Ondřej Elinger – malý syn Lídy Klasnové a Martina Elingera                 |
| Lenka Krobotová      | Sylva Horýnská – cellistka, kamarádka Lídy Klasnové                        |
| Milan Kňažko         | Ján Kováč – expartner Marie Loukotové                                      |
| Lenka Termerová      | Alena Spurná – terapeutka, kamarádka Marie Loukotové                       |
| Tomáš Měcháček       | Miloš Brázda – syn Antonína Brázdy                                         |
| Jan Hájek            | René Topinka – bratr Tomáš Topinky, padělatel obrazů                       |
| Petra Nesvačilová    | Hedvika Topinková – sestra Tomáše Topinky, bylinkářka                      |
| Petra Polnišová      | Julie Sehnalová – expartnerka Tomáše Topinky                               |
| Marián Geišberg      | Jozef Krejza - strýc Julie Sehnalové                                       |
| Jaromír Dulava       | Jaroslav Klasna – otec Lídy Klasnové                                       |
| Ivo Gogál            | Michal Bezák – otec Ireny                                                  |
| Zuzana Onufráková    | Kamila Bezáková - manželka Michala Bezáka, macecha Ireny                   |
| Milena Steinmasslová | Sandra Kunešová – lékárnice                                                |
| Miroslav Hanuš       | Ladislav Kuneš – exmanžel Sandry Kunešové                                  |
| Eva Leinweberová     | Karolína Sovová – rozhlasová hlasatelka                                    |
| Marie Doležalová     | Růžena Šípová – zdravotní sestra (náhrada za Irenu)                        |
| Tereza Těžká         | Daniela Macková - puberťačka                                               |
| Michaela Petřeková   | Patricie Jonášová - puberťačka                                             |
| Iveta Kolovratníková | Pavlína Lenárová - puberťačka                                              |
| Vladimír Čapka       | Ing. Václav Vopěnka - starosta Protějova                                   |
| Tomáš Jeřábek        | Radek Horák – správce CHKO                                                 |
| Otmar Brancuzský     | Luboš Smejkal – řezník                                                     |
| Aleš Bílík           | Roman Kulhánek – předseda hasičů                                           |
| Jiří Štrébl          | Jiří Strakoš – zdravotní rada                                              |
| Petr Lněnička        | Eduard Milíř – malíř                                                       |
| Dana Batulková       | Karin Vajdušová – majitelka hotelu                                         |
| David Punčochář      | Daniel Kalousek – pošťák                                                   |
| Martin Donutil       | Michal Formánek - pacient                                                  |
| Petr Vaněk           | Jonáš Hronek – kamarád Jaroslava Klasny                                    |
| Igor Orozovič        | MUDr. Marcel Michlů – terapeut                                             |
| Zuzana Kronerová     | Květa Zahálková – kuchařka v restauraci u Brázdů                           |
| Hanuš Bor            | Michal Zahálka – manžel Květy Zahálkové                                    |
| Lukáš Latinák        | Ing. Daniel Lipovský – architekt z Bratislavy                              |
| Emília Vašáryová     | Alžběta Lipovská – matka Daniela Lipovského                                |
| Vojtěch Kotek        | Michal Mejzl – kuchař v restauraci U Brázdů                                |
| Vilma Cibulková      | MUDr. Edita Sedlecká – lékařka z Ostravy, expartnerka Martina Elingera     |
| Andrej Polák         | MUDr. Jan Hejduk - chirurg ze Vsetína, bývalý student Martina Elingera     |
| Johana Matoušková    | Tereza Řehořová – učitelka ZŠ                                              |
| Luděk Sobota         | Adolf Klásek – nový ředitel ZŠ                                             |
| Ondřej Veselý        | Jiří Morávek - učitel ZŠ                                                   |
| Sabina Remundová     | Yvona Petrželová – kuchařka ZŠ                                             |
| Václav Kopta         | Robert Fiala – učitel ZŠ                                                   |
| Vanda Hybnerová      | Eva Teicová – partnerka Roberta Fialy                                      |
| Adam Vohánka         | Péťa Krása – žák ZŠ                                                        |
| Oskar Juchelka       | Adam Vlk – žák ZŠ                                                          |
| Tereza Vilišová      | Jitka Krásová – matka Péti Krásy                                           |
| Martin Pechlát       | Pavel Vlk – otec Adama Vlka                                                |
| Zuzana Norisová      | Vanda Vlková – matka Adama Vlka                                            |
| Jaroslava Pokorná    | Jana Slámová – biochemička                                                 |
| Jana Synková         | Alžběta Slámová – sestra Jany Slámové                                      |
| Ivan Romančík        | Oldřich Stašek – důchodce                                                  |
| Jan Vlasák           | Emil Klouda – vozíčkář                                                     |
| Jana Šulcová         | Helena Kloudová – manželka Emila Klouda                                    |
| Jiří Pecha           | Jan Sekyrka – dotěrný důchodce                                             |
| Iva Janžurová        | Jiřina Sekyrková – manželka Jana Sekyrky                                   |
| Zuzana Bydžovská     | Daniela Králová – porodní asistentka                                       |
| Jiří Klem            | Lukáš Vlach – host penzionu Marie Loukotové                                |
| Roman Luknár         | Tomáš Růžička – taxikář                                                    |
| Magdaléna Sidonová   | Dagmar Růžičková – učitelka ZŠ, manželka Tomáše Růžičky                    |
| Nina Divíšková       | Ludmila Retková - důchodkyně                                               |
| Miroslav Krobot      | Rudolf Skruž – psychopat                                                   |
| Václav Neužil        | Albert Skruž – syn Rudolfa Skruže                                          |
| Jaroslav Plesl       | Norbert Skruž – syn Rudolfa Skruže                                         |
| Lenka Vlasáková      | MUDr. Diana Dobiášová – nová doktorka v Protějově                          |
| Vladimír Hajdu       | Karel Dobiáš – manžel Diany Dobiášové                                      |
| Jan Hraběta          | MUDr. Šimek – zesnulý lékař                                                |

## Přehled dílů
Seriál byl vysílán ve dvou řadách po 16 dílech, volným pokračováním je pak film Záhada v Beskydech a třináctidílný seriál Strážmistr Topinka.
| Název                             | Řada                              | Počet dílů                        | Premiéra v ČR                                      | Premiéra v ČR                                      |
| Název                             | Řada                              | Počet dílů                        | První díl                                          | Poslední díl                                       |
| --------------------------------- | --------------------------------- | --------------------------------- | -------------------------------------------------- | -------------------------------------------------- |
| Doktor Martin                     | 1                                 | 16                                | 4. září 2015                                       | 11. prosince 2015                                  |
| Doktor Martin                     | 2                                 | 16                                | 28. srpna 2016                                     | 4. prosince 2016                                   |
| Doktor Martin: Záhada v Beskydech | Doktor Martin: Záhada v Beskydech | Doktor Martin: Záhada v Beskydech | 6. prosince 2018 (v kinech) a 4. ledna 2019 (v ČT) | 6. prosince 2018 (v kinech) a 4. ledna 2019 (v ČT) |
| Strážmistr Topinka                | Strážmistr Topinka                | 13                                | 11. ledna 2019                                     | 5. dubna 2019                                      |

## Produkce
Scénář napsali Štefan Titka, Tereza Dusová, Tomáš Končinsky a Ondřej Provazník a režie se ujal Petr Zahrádka. Seriál připravovala Tvůrčí a produkční skupina Kateřiny Ondřejkové v koprodukci se společností Bionaut a ve spolupráci se slovenskou RTVS a s producentkou Zuzanou Mistríkovou ze společnosti RubRes. Na seriálu se tak podíleli tvůrci seriálů Terapie či Nevinné lži, a filmů Kdopak by se vlka bál, Smradi či Pouta. Natáčení probíhalo od jara 2014, přičemž fiktivní beskydskou vesničku Protějov zastoupila obec Velké Karlovice a Donutilovu ordinaci 260 let stará budova fary místní římskokatolické farnosti.
Server MediaMania přirovnal základní zápletku seriálu k obdobnému českému seriálu televize Nova Doktoři z Počátků, kde obdobně hlavní postava Ota Kovář v podání Martina Stránského odjíždí na venkov jako praktický lékař. Portály Mediář a DigiZone navíc přirovnaly téma lékaře na horském venkově k seriálu německé televize ZDF Doktor z hor (Der Bergdoktor).
Dne 24. září 2015 bylo oznámeno RTVS, že připravuje další řady o 16 dílech.
Dne 23. srpna 2016 bylo oznámeno Miroslavem Donutilem, že 2. řada bude poslední.